# Architecture Studio
Architecture Studio ist ein im Jahr 1973 gegründetes französisches Architekturbüro. Neben Martin Robain gehören oder gehörten ihm Rodo Tisnado, Jean-François Bonne, René-Henri Arnaud, Alain Bretagnolle, Laurent-Marc Fisher, Marc Lehmann und Roueida Ayache an.

## Werksauswahl

Sitz des europäischen Parlamentes in Straßburg

- 1987: Institut du monde arabe (IMA; Institut der arabischen Welt), Paris, in Zusammenarbeit mit Jean Nouvel, mit dem Prix de l’Équerre d’argent prämiert
- 1987: Lycée Pilote Innovant des Futuroscope
- 1990: Université de la Citadelle (Dünkirchen)
- 1991: Lycée des Arènes (Toulouse)
- 1994: École des mines (Albi-Carmaux)
- 1996: Palais de Justice Caen (Justizpalast, Caen)
- 1998: Notre-Dame-de-l’Arche-d’Alliance, Kirche in (Paris)
- 1999: Europäisches Parlament (Straßburg)
- 2001: Institut National du Judo (Paris)
- 2002: École supérieure des Beaux-Arts de la Réunion
- 2002: Forschungszentrum Danone Vitapole (Palaiseau)
- 2003: École Nationale des Douanes (Tourcoing)
- 2003: Firmensitz von Wison Chemical (Shanghai, China)
- 2003: Onassis Haus der Künste (Athen)
- 2004: Collège HQE Guy-Dolmaire (Mirecourt)
- 2005: Centre hospitalier Avicenne (Krankenhaus, Bobigny)
- 2006: École supérieure des Beaux-Arts (Clermont-Ferrand)
- 2008: The Souria Towers (Syria)
- 2011: Onassis Cultural Center